# 毛紫丁香
毛紫丁香（学名：Syringa oblata var. giraldii）是木犀科丁香属紫丁香的变种。分布于中国大陆的湖北、陕西、东北、甘肃等地，生长于海拔1,100米至2,600米的地区，常生长在山坡林下以及灌丛中，目前尚未由人工引种栽培。

## 别名
紫萼丁香（中国树木分类学）